# Please Return Your Love to Me
"Please Return Your Love to Me" is een top 30 single van de Amerikaanse mannengroep The Temptations. Het was de derde single afkomstig van hun succesvolle album "The Temptations Wish It Would Rain". Het was het eerste nummer dat Norman Whitfield alleen schreef met Barrett Strong. De voorgaande twee singles waren ook met Strong geschreven, maar in samenwerking met Roger Penzabene. Penzabene had echter begin 1968 zelfmoord gepleegd en daardoor bleven Strong en Whitfield met zijn tweeën over.
"Please Return Your Love To Me" is het laatste nummer waarop David Ruffin te horen. Hij was tegen de tijd dat het nummer uitgebracht werd echter al ontslagen van de groep, omdat hij zich steeds minder professioneel ging gedragen en te egoïstisch werd. Zo wilde hij dat The Temptations hun naam zouden veranderen in "David Ruffin & The Temptations". Zijn vervanger werd Dennis Edwards, die ook te horen is op de liveversie van het nummer op het album "The Temptations Live At The Copa". Ondanks voorgaande nummers als "I Wish It Would Rain" en "I Could Never Love Another (After Loving You)" is het niet Ruffin die lead zingt, maar Eddie Kendricks.
Het thema van het nummer is dat de geliefde van de verteller hem heeft verlaten. De verteller verontschuldigt zich voor wat hij haar heeft aangedaan en smeekt aan haar of zij terug wil komen bij hem.
De B-kant van de single, "How Can I Forget", werd later gecoverd door  Marvin Gaye.

## Bezetting
- Lead: Eddie Kendricks
- Achtergrond: David Ruffin, Otis Williams, Melvin Franklin en Paul Williams
- Instrumentatie: The Funk Brothers
- Schrijvers: Norman Whitfield en Barrett Strong
- Productie: Norman Whitfield